# ياسمين قصري
ياسمين قصري (من مواليد 3 أكتوبر 1970) هي مخرجة أفلام مغربية معروفة بالسينما متعددة الطبقات في الشتات.
انتقلت كساري إلى باريس في سن المراهقة، حيث تخرجت من المدرسة الثانوية وسجلت في كلية الطب.بعد دراسة الطب لمدة عامين، قررت فجأة أن تصبح مخرجة وسجلت في المعهد الوطني للإحصاء (INSAS) في بروكسل. عملت أيضًا في شركة الإنتاج السينمائي Les movies de la drève، حيث تم توجيهها من قبل جان جاك أندريان.في التسعينيات أخرجت ثلاثة أفلام قصيرة، وفي عام 2000 أخرجت الفيلم الوثائقي Quand les hommes pleurent (عندما يبكي الرجال) حول الهجرة المغربية إلى إسبانيا. حصل فيلمها لعام 2004 L'Enfant endormi (The Sleeping Child) على جائزة Great Amber Award لأفضل فيلم وجائزة لجنة التحكيم لأفضل فيلم في مهرجان Bos'Art السينمائي.

## روابط خارجية
- ياسمين قصري على موقع IMDb (الإنجليزية)
- ياسمين قصري على موقع ألو سيني (الفرنسية)
- ياسمين قصري على موقع قاعدة بيانات الفيلم (الإنجليزية)
- ياسمين قصري على موقع كينوبويسك (الروسية)